# M.O.R.
M.O.R. è un brano musicale del gruppo inglese Blur, pubblicato come singolo estratto dall'album Blur nel 1997.

## Il brano
Si tratta del quarto brano estratto dal quinto album del gruppo, l'eponimo Blur, dopo Beetlebum, la hit Song 2 e il brano On Your Own.
La progressione degli accordi della canzone è stata presa dai brani Boys Keep Swinging e Fantastic Voyage di David Bowie, entrambi tratti dall'album Lodger ed entrambi scritti da Bowie insieme a Brian Eno.
M.O.R. è quindi un tributo alla musica sperimentale dei due grandi artisti.
La sigla M.O.R. sta per middle of the road (trad. "in mezzo alla strada").

## Il video
Il video del brano è stato diretto da John Hardwick ed è stato girato a Sydney (Australia). Esso segue le disavventure dei membri della band, o meglio degli stuntman in passamontagna che fingono di essere loro, mentre cercano di sfuggire dalla polizia. Sono presenti dei cameo dell'attore Noah Taylor, nei panni del passeggero del camion, e dello stuntman Grant Page.
I nomi degli attori del video sono anagrammati nel seguente modo:
- Dan Abnormal - Damon Albarn
- Trevor Dewane - Dave Rowntree
- Morgan C. Hoax - Graham Coxon
- Lee Jaxsam - Alex James

## Tracce
7"
1. M.O.R. (road version) – 3:14
2. Swallows in the Heatwave – 2:33

CD
1. M.O.R. (road version) – 3:14
2. Swallows in the Heatwave – 2:33
3. Movin' On (William Orbit remix) – 8:00
4. Beetlebum (Moby's minimal house remix) – 6:16

## Formazione
- Damon Albarn - voce
- Graham Coxon - chitarra, voce
- Alex James - basso
- Dave Rowntree - batteria, percussioni

## Classifiche
| Classifica (1997) | Posizione massima |
| ----------------- | ----------------- |
| Nuova Zelanda     | 45                |
| Regno Unito       | 15                |